# タイシール・アッルーニー

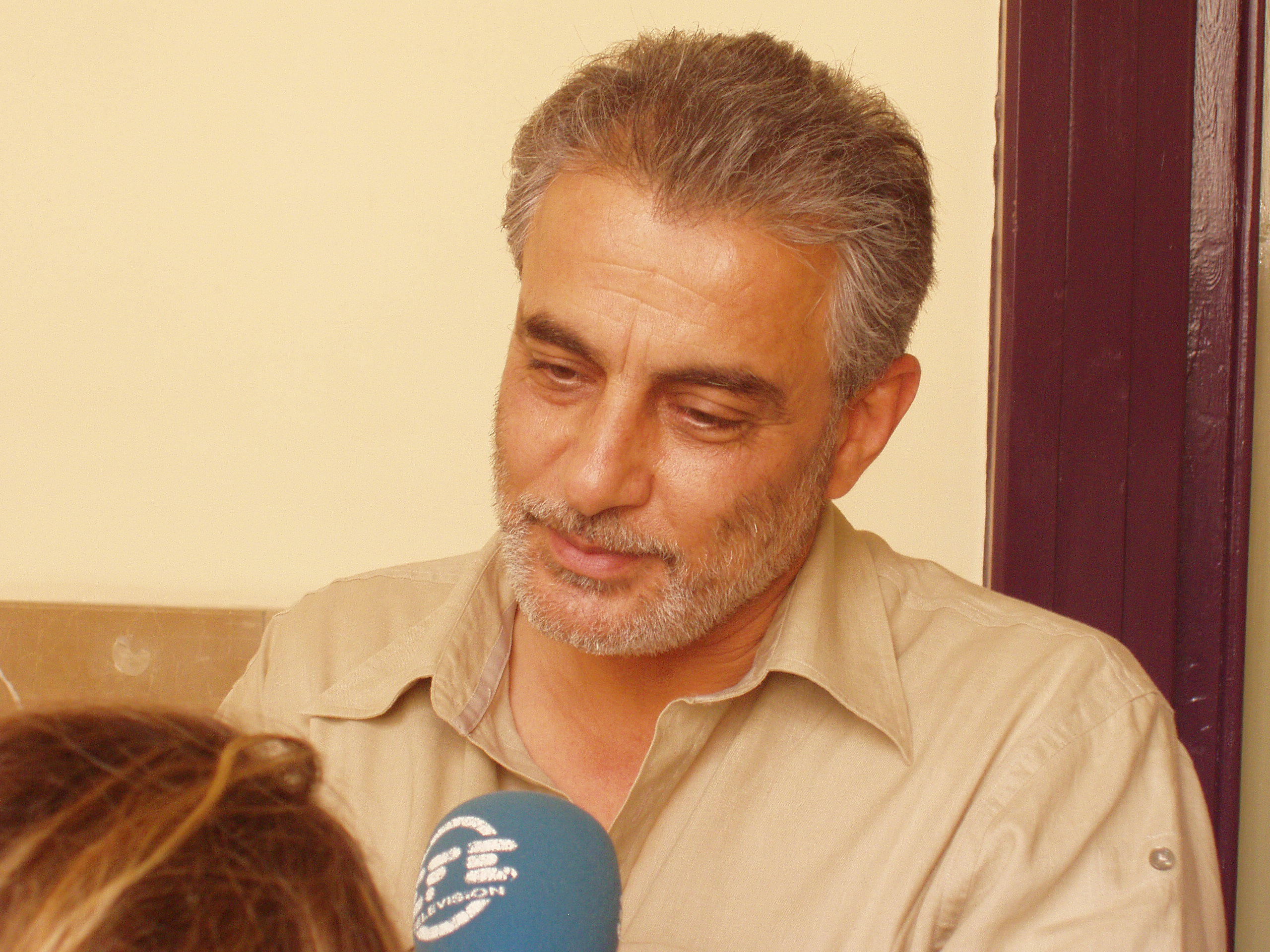
タイシール・アッルーニー

タイシール・アッルーニー（アラビア語:تيسير علوني ；Tayseer Allouni，1955年 - ）は、シリア生まれのスペインのジャーナリスト。カタールの衛星テレビ局「アルジャジーラ」を代表する記者として、アメリカのアフガニスタン侵攻やアメリカのイラク侵攻の取材で活躍した。
名前は、日本語ではタイシル・アルーニとも表記され、よりアラビア語に近い表記だとタイスィール・アッルーニーとなる。欧文スペルは、Allouni, Alluni などと表記され、フィナンシャル・タイムズ紙の2006年7月のインタビューでは、Tayseer Aloni Kate と表記されている。

## 略歴
1955年にシリアのダイルッザウル市で生まれた。1983年に彼自身が経済学の博士号を取得するためにスペインに移住し、グラナダで結婚した。1988年にスペインの市民権を取得した。自宅はバルセロナにある。

### アフガン戦争報道の英雄
彼は、カタールの衛星テレビ局「アルジャジーラ」の記者として、さまざまな実績を上げている。アフガニスタン駐在員となり、2001年10月のアメリカのアフガニスタン侵攻のときには残留した唯一の外国テレビ局の特派員として首都カーブルから戦時下の様子を伝えた。アメリカ軍の「ピンポイント爆撃」による悲惨な市民被害の実態を伝えて、国際社会に衝撃を与えた。また、アルカーイダやターリバーンにも積極的に取材を試みた。ウサーマ・ビン・ラーディンへのインタビューに成功し、ビンラーディンの声明テープをカブール支局から全世界に発信した。これらの彼の活躍により、アルジャジーラは一躍「中東のCNN」と讃えられるようになった。2001年11月、北部同盟軍が首都カブールに入城する直前には、アッルーニーが働くアルジャジーラの支局がアメリカ軍の巡航ミサイルによって爆撃されたが、彼は不在で無事であった。

### アメリカのイラク侵攻
戦争後、アッルーニーはカタールへ戻り、2003年3月にはアメリカのイラク侵攻を取材のためにイラクの首都バグダードへ派遣された。バグダード陥落目前の4月8日、アメリカ軍の爆撃機がアルジャジーラの支局を爆撃したときに、アッルーニーも支局にいて同僚が死亡したが彼は無事だった。奇しくも、アフガニスタン・イラクの両国でアメリカ軍による爆撃でオフィスを破壊されたのである。

### 逮捕と禁錮・軟禁
2003年に、休暇で自宅があるスペインのバルセロナに滞在していたときに、当局のテロ捜査対象となって逮捕された。2005年9月26日、アッルーニーは首都マドリードにあるスペイン全国管区裁判所（Audiencia Nacional de España）において、アルカーイダの現金の運び役であるとされて、禁錮7年の刑に処せられた。ただし、彼がビンラディンへのインタビューを行なった事や、アルカーイダの末端メンバーであるとの疑いについては、訴追を免れた。
2006年10月6日、アッルーニーは健康状態を考慮されて、自宅軟禁となった。